# SK Hawks
Der SK Hawks HC ist ein südkoreanischer Handballverein aus Cheongju. Der Verein spielt in der Handball Korea League, der höchsten Handball-Spielklasse Südkoreas.

## Vereinsgeschichte
Ende 2015 verließ der Verein Korosa HC die Liga, womit die Liga nur noch aus vier Vereinen bestanden hätte. Aus den Grund, gründete die Firma SK Group, die die Handballliga sponserte, ein eigenes Franchise. Das Franchise ging 2016 unter den Namen SK Hawks an den Start. Erster Trainer des Vereins wurde Oh Se-il.
In seiner Premierensaison erreichte der Verein in der HKL Platz 2. Damit nahmen sie am Halbfinale der Play-offs um die Meisterschaft teil. Mit einem knappen 24:23-Sieg über Sangmu Phoenix HC gelang der Einzug ins Finale. Im Finale unterlagen sie allerdings in beiden Spielen gegen Doosan HC mit 29:26 und 32:24. Im anschließenden HKL-Cup wurde das Team Dritter. In der darauffolgenden Spielzeit erreichte der Verein Platz 3 und qualifizierte sich somit erneut für die Meisterschaftsspiele. Im Halbfinale trafen sie auf IDTC HC. Das Hinspiel ging mit einem 24:23-Sieg aus, aber das Rückspiel verlor der Verein deutlich mit 23:33. Im Pokal belegte man den fünften Platz.
Zur Saison 2018/19 wurde mit Hwangbo Seong-il ein neuer Trainer vorgestellt, mit dem man den zweiten Platz im Pokal erreichte.

## Saisonbilanz
| Saison  | Liga                  | Vereine | Spiele | Pl. | S | U | N | Tore    | Pkt.  | HKL-Cup  | HKL-League-Meisterschaft | Trainer          |
| 2016    | Handball Korea League | 5       | 8      | 2.  | 5 | 0 | 3 | 192:187 | 10:6  | 3. Platz | Finale                   | Oh Se-il         |
| 2017    | Handball Korea League | 5       | 16     | 3.  | 9 | 0 | 7 | 366:354 | 18:14 | 5. Platz | Halbfinale               | Oh Se-il         |
| 2018/19 | Handball Korea League | 6       | 20     |     |   |   |   |         |       | 2. Platz |                          | Hwangbo Seong-il |